# سوسن حکیما

سوسن حکیما.

سوسن حکیما در سال ۱۳۵۲ خورشیدی (۱۹۷۳ میلادی) مدل و ملکه زیبایی اهل ایران است او برنده مسابقه دختر شایسته ایران شد.